# Umaglesi Liga 2002-2003
L'Umaglesi Liga 2002-2003 è stata la quattordicesima edizione della massima serie del campionato georgiano di calcio. La stagione è iniziata il 3 agosto 2002 e si è conclusa il 30 maggio 2003. La Dinamo Tbilisi ha vinto il campionato per l'undicesima volta nella sua storia.

## Stagione

### Novità
Dalla Umaglesi Liga 2001-2002 sono stati retrocessi il Samgurali Ts'q'alt'ubo e il Guria Lanchkhuti, mentre dalla Pirveli Liga sono stati promossi il Milani Tsnori e il Dila Gori.

### Formula
Il campionato constava di una doppia fase. Nella prima fase le 12 squadre partecipanti si sono affrontate in un girone all'italiana con partite di andata e ritorno, per un totale di 22 giornate. Le prime sei classificate sono state ammesse alla seconda fase per decretare la squadra campione, mentre le restanti sei squadre sono state ammesse alla seconda fase per decretare le retrocessioni.

Nella seconda fase in entrambi i gruppi le squadre si sono affrontate in un girone all'italiana con partite di andata e ritorno, per un totale di 10 giornate. Alla seconda fase ciascuna squadra accedeva con la metà dei punti conquistati nel corso della prima fase. Nel gruppo per il titolo la squadra prima classificata è stata dichiarata campione di Georgia ed ammessa al primo turno preliminare della UEFA Champions League 2003-2004. La seconda classificata veniva ammessa al turno preliminare della Coppa UEFA 2003-2004 assieme alla squadra vincitrice della coppa nazionale. La terza classificata veniva ammessa alla Coppa Intertoto 2003. Nel gruppo per la salvezza le ultime due classificate sono state retrocesse in Pirveli Liga, mentre terzultima classificata accedeva allo spareggio promozione/retrocessione con la terza classificata in Pirveli Liga per un posto in massima serie.

## Prima fase

### Squadre partecipanti
| Club                  | Città     | Stagione 2001-2002         |
| --------------------- | --------- | -------------------------- |
| Dila Gori             | Gori      | 2º posto in Pirveli Liga   |
| Dinamo Batumi         | Batumi    | 5º posto in Umaglesi Liga  |
| Dinamo Tbilisi        | Tbilisi   | 3º posto in Umaglesi Liga  |
| Gorda Rustavi         | Rustavi   | 10º posto in Umaglesi Liga |
| K'olkheti-1913 Poti   | Poti      | 4º posto in Umaglesi Liga  |
| Lok’omot’ivi Tbilisi  | Tbilisi   | 2º posto in Umaglesi Liga  |
| Merani-91 Tbilisi     | Tbilisi   | 6º posto in Umaglesi Liga  |
| Met'alurgi Zest'aponi | Zestaponi | 9º posto in Umaglesi Liga  |
| Milani Tsnori         | Tsnori    | 1º posto in Pirveli Liga   |
| Sioni Bolnisi         | Bolnisi   | 8º posto in Umaglesi Liga  |
| T'orp'edo Kutaisi     | Kutaisi   | Campione di Georgia        |
| WIT Georgia           | Tbilisi   | 7º posto in Umaglesi Liga  |

### Classifica finale
|  | Pos. | Squadra               | Pt | G  | V  | N | P  | GF | GS | DR  |
|  | ---- | --------------------- | -- | -- | -- | - | -- | -- | -- | --- |
|  | 1.   | Dinamo Tbilisi        | 56 | 22 | 18 | 2 | 2  | 50 | 8  | +42 |
|  | 2.   | T'orp'edo Kutaisi     | 52 | 22 | 16 | 4 | 2  | 50 | 15 | +35 |
|  | 3.   | Lok’omot’ivi Tbilisi  | 50 | 22 | 16 | 2 | 4  | 35 | 10 | +25 |
|  | 4.   | WIT Georgia           | 49 | 22 | 16 | 1 | 5  | 40 | 15 | +25 |
|  | 5.   | Sioni Bolnisi         | 30 | 22 | 9  | 3 | 10 | 26 | 27 | -1  |
|  | 6.   | K'olkheti-1913 Poti   | 30 | 22 | 9  | 3 | 10 | 28 | 33 | -5  |
|  | 7.   | Merani-91 Tbilisi     | 23 | 22 | 6  | 5 | 11 | 25 | 37 | -12 |
|  | 8.   | Dila Gori             | 21 | 22 | 6  | 3 | 13 | 17 | 29 | -12 |
|  | 9.   | Dinamo Batumi         | 20 | 22 | 5  | 5 | 12 | 16 | 27 | -11 |
|  | 10.  | Met'alurgi Zest'aponi | 19 | 22 | 6  | 1 | 15 | 17 | 50 | -33 |
|  | 11.  | Gorda Rustavi         | 13 | 22 | 4  | 1 | 17 | 22 | 45 | -23 |
|  | 12.  | Milani Tsnori         | 13 | 22 | 3  | 4 | 15 | 11 | 47 | -36 |

Legenda:
      Qualificate alla fase per il titolo.
      Qualificate alla fase per la retrocessione.
Note:
Tre punti a vittoria, uno a pareggio, zero a sconfitta.

### Risultati
|                       | DiT  | Tor  | Lok  | WIT  | Sio  | Kol  | Mer  | Dil  | DiB  | Met  | Gor   | Mil  |
| --------------------- | ---- | ---- | ---- | ---- | ---- | ---- | ---- | ---- | ---- | ---- | ----- | ---- |
| Dinamo Tbilisi        | –––– | 0-0  | 1-0  | 0-1  | 2-0  | 3-0  | 2-0  | 4-0  | 2-0  | 6-0  | 3-0   | 3-1  |
| Torpedo Kutaisi       | 0-1  | –––– | 1-1  | 1-0  | 4-2  | 6-1  | 1-0  | 2-0  | 2-1  | 3-0* | 6-3   | 5-0  |
| Lokomotivi Tbilisi    | 1-0  | 2-0  | –––– | 2-1  | 2-0  | 2-0  | 1-0  | 3-0  | 1-2  | 2-0  | 2-0   | 0-0  |
| WIT Georgia           | 1-1  | 1-3  | 1-3  | –––– | 3-0  | 2-0  | 2-1  | 2-0  | 4-0  | 4-1  | 2-0   | 3-0  |
| Sioni Bolnisi         | 0-2  | 0-1  | 0-1  | 1-0  | –––– | 1-0  | 4-1  | 2-0  | 3-0  | 1-0  | 2-1   | 2-0  |
| Kolkheti-1913 Poti    | 0-5  | 0-2  | 1-0  | 0-1  | 3-2  | –––– | 1-1  | 1-0  | 1-0  | 8-1  | 3-0   | 3-0* |
| Merani-91 Tbilisi     | 1-2  | 1-1  | 3-2  | 0-2  | 3-2  | 0-0  | –––– | 1-0  | 2-1  | 2-3  | [ 1 ] | 1-1  |
| Dila Gori             | 0-3  | 1-3  | 0-1  | 0-1  | 1-1  | 3-0  | 1-2  | –––– | 0-1  | 0-0  | 1-0   | 3-1  |
| Dinamo Batumi         | 1-3  | 0-0  | 0-1  | 0-1  | 0-0  | 0-0  | 3-1  | 1-1  | –––– | 1-0  | 1-2   | 3-0  |
| Met'alurgi Zest'aponi | 0-3* | 0-2  | 0-5  | 0-3* | 2-1  | 0-2  | 0-3  | 0-2  | 1-0  | –––– | 3-1   | 5-0  |
| Gorda Rustavi         | 2-3  | 1-4  | 0-1  | 2-3  | 0-0  | 2-3  | 3-0* | 0-1  | 2-1  | 0-1  | ––––  | 0-1  |
| Milani Tsnori         | 0-1  | 0-3  | 0-2  | 0-2  | 1-2  | 2-1  | 2-2  | 0-3  | 0-0  | 1-0  | 1-3   | –––– |

L'asterisco indica partita data persa 0-3 a tavolino.

## Seconda fase

### Gruppo per il titolo

#### Classifica finale
|  | Pos. | Squadra              | Pt | G  | V | N | P | GF | GS | DR  |
|  | ---- | -------------------- | -- | -- | - | - | - | -- | -- | --- |
|  | 1.   | Dinamo Tbilisi       | 48 | 10 | 6 | 2 | 2 | 17 | 7  | +10 |
|  | 2.   | T'orp'edo Kutaisi    | 46 | 10 | 6 | 2 | 2 | 15 | 5  | +10 |
|  | 3.   | WIT Georgia          | 41 | 10 | 4 | 4 | 2 | 10 | 7  | +3  |
|  | 4.   | Lok’omot’ivi Tbilisi | 38 | 10 | 4 | 1 | 5 | 16 | 10 | +6  |
|  | 5.   | Sioni Bolnisi        | 23 | 10 | 2 | 2 | 6 | 9  | 20 | -11 |
|  | 6.   | K'olkheti-1913 Poti  | 20 | 10 | 0 | 5 | 5 | 5  | 23 | -18 |

Legenda:
      Campione di Georgia e ammessa alla UEFA Champions League 2003-2004
      Ammesse alla Coppa UEFA 2003-2004
      Ammessa alla Coppa Intertoto 2003
Note:
Tre punti a vittoria, uno a pareggio, zero a sconfitta.
Punti di bonus:
Dinamo Tbilisi 28 pti
Torpedo Kutaisi 26 pti
Lokomotivi Tbilisi 25 pti
WIT Georgia 25 pti
Sioni Bolnisi 15 pti
K'olkheti-1913 Poti 15 pti

#### Risultati
|                     | DiT  | Tor  | WIT  | Lok  | Sio  | Kol  |
| ------------------- | ---- | ---- | ---- | ---- | ---- | ---- |
| Dinamo Tbilisi      | –––– | 0-2  | 3-1  | 3-0  | 3-1  | 5-1  |
| Torpedo Kutaisi     | 1-0  | –––– | 0-0  | 2-1  | 5-1  | 0-0  |
| WIT Georgia         | 0-0  | 0-1  | –––– | 1-0  | 1-0  | 3-0  |
| Lokomotivi Tbilisi  | 0-1  | 1-0  | 1-1  | –––– | 4-0  | 2-0  |
| Sioni Bolnisi       | 1-2  | 2-1  | 0-1  | 2-1  | –––– | 2-2  |
| K'olkheti-1913 Poti | 0-0  | 0-3  | 2-2  | 0-6  | 0-0  | –––– |

### Gruppo per la retrocessione

#### Classifica finale
|  | Pos. | Squadra               | Pt | G  | V | N | P  | GF | GS | DR  |
|  | ---- | --------------------- | -- | -- | - | - | -- | -- | -- | --- |
|  | 7.   | Dila Gori             | 29 | 10 | 5 | 3 | 2  | 15 | 8  | +7  |
|  | 8.   | Dinamo Batumi         | 28 | 10 | 5 | 3 | 2  | 12 | 5  | +7  |
|  | 9.   | Merani-91 Tbilisi     | 27 | 10 | 4 | 3 | 3  | 15 | 5  | +10 |
|  | 10.  | Gorda Rustavi         | 25 | 10 | 5 | 3 | 2  | 8  | 3  | +5  |
|  | 11.  | Milani Tsnori         | 20 | 10 | 3 | 4 | 3  | 7  | 7  | 0   |
|  | 12.  | Met'alurgi Zest'aponi | 10 | 10 | 0 | 0 | 10 | 0  | 29 | -29 |

Legenda:
 Ammessa agli spareggi promozione/retrocessione
      Retrocesse in Pirveli Liga 2003-2004
Note:
Tre punti a vittoria, uno a pareggio, zero a sconfitta.
Punti di bonus:
Merani-91 Tbilisi 12 pti
Dila Gori 11 pti
Dinamo Batumi 10 pti
Met'alurgi Zest'aponi 10 pti
Gorda Rustavi 7 pti
Milani Tsnori 7 pti

#### Risultati
|                       | Dil  | DiB  | Mer  | Gor  | Mil  | Met  |
| --------------------- | ---- | ---- | ---- | ---- | ---- | ---- |
| Dila Gori             | –––– | 0-0  | 1-3  | 0-0  | 3-1  | 4-0  |
| Dinamo Batumi         | 2-2  | –––– | 0-0  | 1-0  | 2-0  | 2-0  |
| Merani-91 Tbilisi     | 1-2  | 0-1  | –––– | 0-1  | 0-0  | 6-0  |
| Gorda Rustavi         | 1-0  | 2-0  | 0-1  | –––– | 1-1  | 1-0  |
| Milani Tsnori         | 0-1  | 1-0  | 0-0  | 0-0  | –––– | 3-0  |
| Met'alurgi Zest'aponi | 0-2  | 0-4  | 0-4  | 0-2  | 0-1  | –––– |

## Spareggio promozione/retrocessione
Allo spareggio sono state ammesse il Gorda Rustavi, decimo classificato in Umaglesi Liga, e il Mtskheta, terzo classificato in Pirveli Liga. La vincente è stata ammessa alla Umaglesi Liga 2003-2004.
|               | Risultati   |          | Luogo e data     |
| ------------- | ----------- | -------- | ---------------- |
| Gorda Rustavi | 0 - 1 (dts) | Mtskheta | ?, 4 giugno 2003 |
|               |             |          |                  |